# Houdemont (Frankrijk)
Houdemont is een gemeente in het Franse departement Meurthe-et-Moselle in de regio Grand Est. De plaats maakt deel uit van het arrondissement Nancy. Houdemont telde op 1 januari 2022 2.069 inwoners.

## Geografie
De oppervlakte van Houdemont bedroeg op 1 januari 2022 3,62 vierkante kilometer; de bevolkingsdichtheid was toen 571,5 inwoners per km².

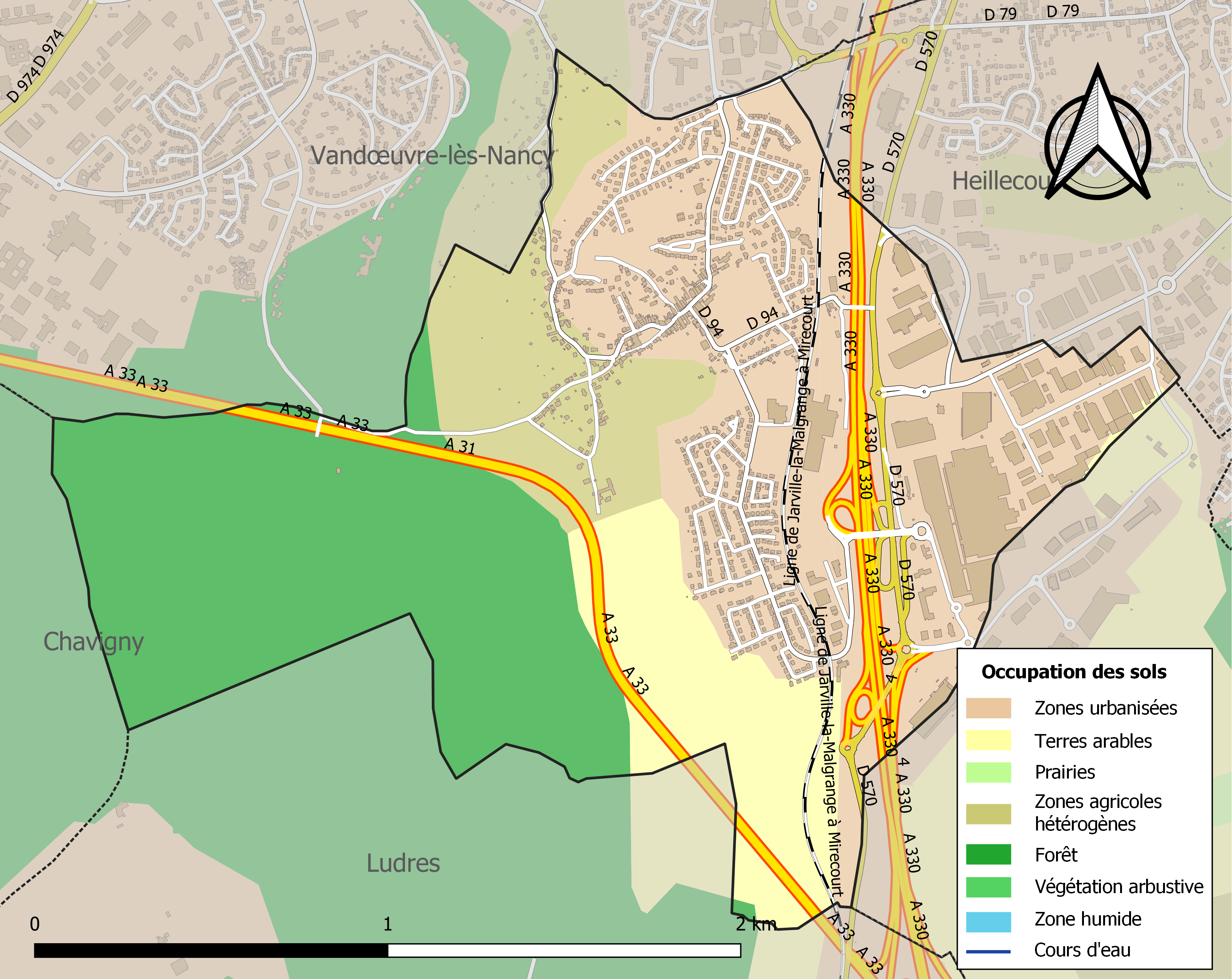
Kaart van de gemeente met de belangrijkste infrastructuur, bodemgebruik en omliggende gemeenten

## Demografie
De figuur toont het verloop van het inwonertal (bron: INSEE-tellingen).